# Ludvík Filip
Ludvík Filip Orleánský (francouzsky Louis-Philippe d'Orléans, 6. října 1773, Paříž – 26. srpna 1850, Claremont House u Esheru, Surrey, Anglie) byl poslední francouzský král. Vládl v letech 1830 až 1848. Období jeho vlády se označuje jako červencová monarchie. Pocházel z rodu Bourbon-Orléans, což je vedlejší větev dynastie Bourbonů.

## Život

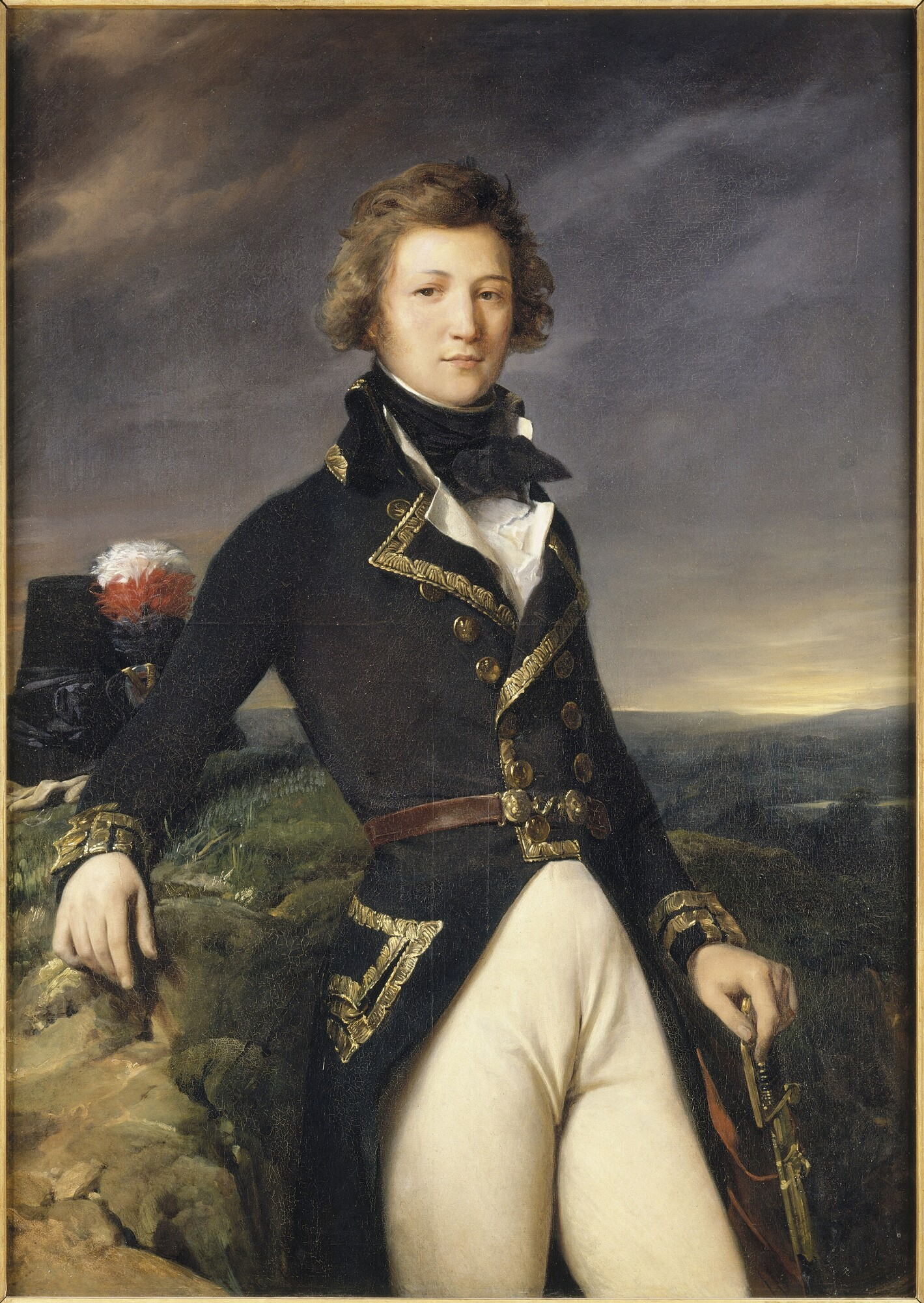
Léon Cogniet: Ludvík Filip v roce 1792

Otec byl přímý potomek bratra krále Ludvíka XIV., matka byla přímý potomek hraběte z Toulouse, legitimovaného levobočka téhož krále. Když roku 1789 vypukla Velká francouzská revoluce, bylo Ludvíku Filipovi 16 let. Stejně jako jeho otec revoluci nadšeně uvítal, vstoupil do klubu Jakobínů a často se účastnil parlamentních debat. Roku 1792 se stal generálem severní armády a vyznamenal se v bitvách u Valmy i u Jemappes. Mezitím vznikla republika, otec i syn si dali příjmení Égalité (rovnost), ale zatímco otec byl zvolen do parlamentu a hlasoval pro popravu Ludvíka XVI., syn sloužil v armádě v Holandsku, v armádě generála Dumourieze. Podílel se na jeho plánu obrátit armádu proti Paříži a revoluci porazit. Byl ale 18. března 1793 u Neerwinden poražen a Ludvík Filip uprchl do Švýcarska, kde se živil pod falešným jménem jako učitel.
Když byl v listopadu 1793 jeho otec popraven, stal se korunním princem rodu Bourbon-Orléans, ale všechny nabídky ucházet se o trůn odmítl. Cestoval po Skandinávii a chystal se i do Ameriky. Roku 1796 nabídlo francouzské direktorium, že propustí z vězení jeho matku a oba bratry, pokud se odstěhují do Ameriky. Této nabídky využil a usadil se ve Filadelfii. S bratry pak cestoval až k Velkým jezerům a po řece Mississippi. Po Napoleonově převratu se roku 1800 vrátili do Evropy a usadili se v Anglii. Napoleonova moc se však mezitím upevnila a Ludvík Filip se smířil s legitimním pretendentem Ludvíkem XVIII., ale odmítl bojovat v armádě prince Condé proti Francii.
Na pozvání sicilského krále Ferdinanda I. navštívil Palermo a roku 1809 se oženil s královou dcerou Marií Amálií. Po Napoleonově pádu se vrátil do Paříže, kde ho král Ludvík XVIII. nadšeně přijal, jmenoval ho generálplukovníkem husarů a vrátil mu jeho zkonfiskované statky. Jeho majetek se odhadoval na 8 milionů franků a díky jeho obchodním schopnostem dále rostl. Na jeho dvoře se scházela liberální měšťanská společnost, kterou si tak postupně získal.

### Červencová revoluce

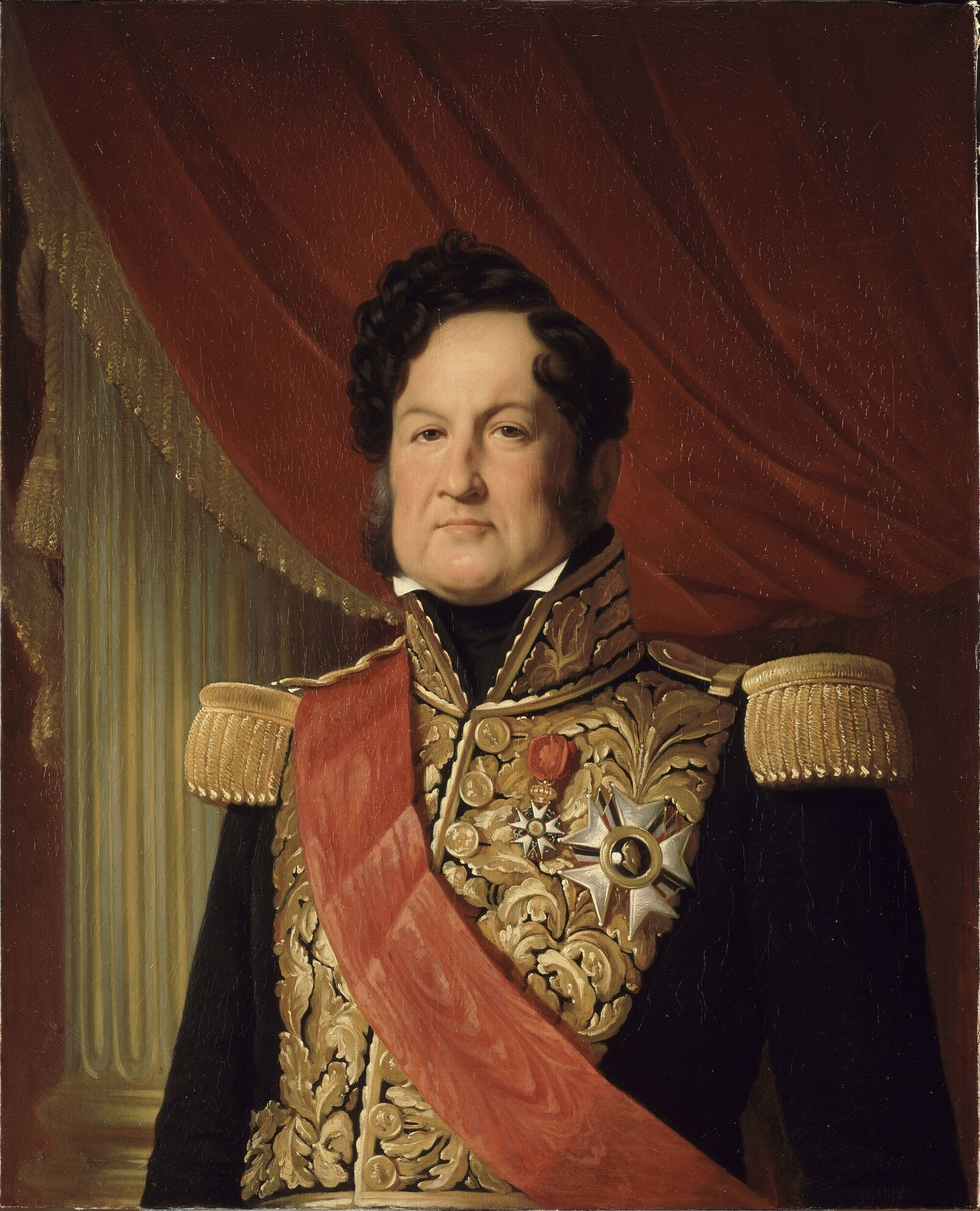
Louise Adélaïde Desnos: Ludvík Filip jako král v roce 1838

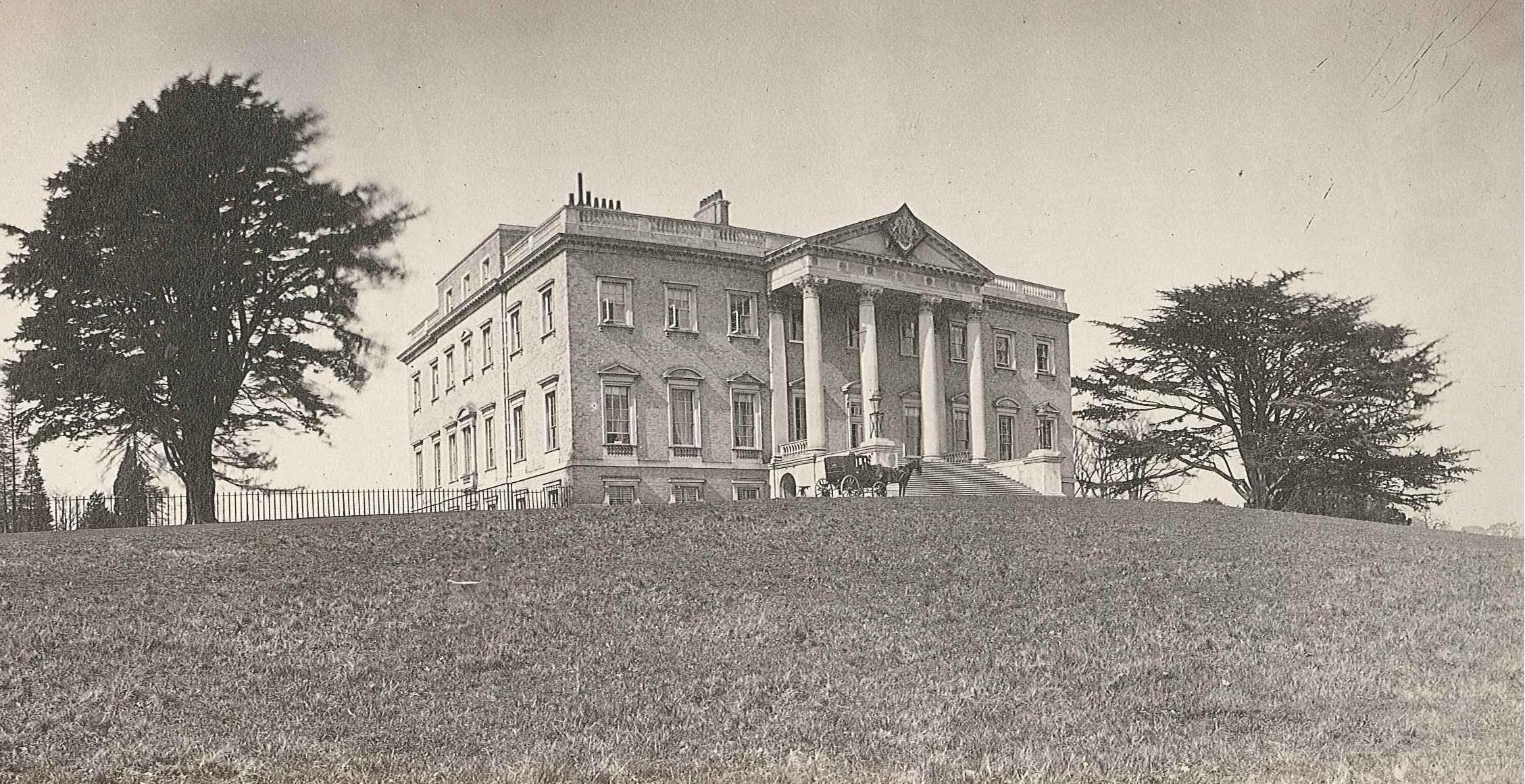
Claremont House, Esher, Surrey, místo skonu Ludvíka Filipa

Za revoluce v červenci 1830 se držel v pozadí. Až když Adolphe Thiers vydal prohlášení, že jako republika by se Francie okamžitě ocitla v opozici k celé Evropě, kdežto Ludvík Filip by byl „občanským králem“, nabídku přijal. Přišel s trikolorou pěšky na radnici, kde ho La Fayette symbolicky objal. Trikolorou dal Ludvík Filip najevo, že nechce vracet staré pořádky, kdežto La Fayette vyjádřil přesvědčení, že doba pro republiku ještě nepřišla. Král Karel X. ho ještě jmenoval plukovníkem, ale parlament 8. srpna 1830 krále sesadil a prohlásil Ludvíka Filipa „králem Francouzů“.
Za jeho „občanské“ vlády nastal velký rozkvět francouzského hospodářství i průmyslu, takže jeho odpůrci mu připisovali cynický program „Obohacujte se!“ S růstem průmyslu však rostl i proletariát, o který se nikdo nestaral. Ludvík Filip se také vzdaloval od svého liberálního programu, spojil se se Svatou aliancí a začal podporovat šlechtu. Toho chtěl využít Ludvík Napoleon (pozdější Napoleon III.), synovec císaře Napoleona, a s podporou venkovanů se dvakrát pokusil o puč. Na Ludvíka Filipa bylo spácháno sedm vážných atentátů, kterým však pokaždé unikl. Teprve únorová revoluce 1848 ho donutila odstoupit a zvolila Ludvíka Napoleona prezidentem. Zbytek života dožil Ludvík Filip v anglickém exilu. Královna Viktorie mu poskytla zámeček v Surrey, kde už předtím bydlel belgický král Leopold I., od roku 1832 zeť Ludvíka Filipa.

## Potomci
Dne 25. listopadu 1809 se Ludvík Filip v Palermu oženil s dcerou sicilského a neapolského krále Ferdinanda III./IV. Marií Amálií. Z jejich manželství se narodilo 9 dětí, dvě děti zemřely v dětství.
- Ferdinand Filip (3. září 1810 – 13. července 1842), orleánský vévoda, ⚭ 1837 Helena Meklenbursko-Schwerinská (24. ledna 1814 – 17. května 1858)
- Luisa Marie (3. dubna 1812 – 11. října 1850), ⚭ 1832 Leopold I. (16. prosince 1790 – 10. prosince 1865), 1. belgický král
- Marie (12. dubna 1813 – 6. ledna 1839), ⚭ 1837 Alexandr Württemberský (20. prosince 1804 – 28. října 1881)
- Ludvík Karel (25. října 1814 – 26. června 1896), vévoda z Nemours, ⚭ 1840 Viktorie Sasko-Kobursko-Kohárská (14. února 1822 – 10. prosince 1857)
- Františka (26. března 1816 – 20. května 1818)
- Klementina (6. března 1817 – 16. února 1907), ⚭ 1843 August Sasko-Kobursko-Gothajský (28. března 1818 – 27. srpna 1881)
- František (14. srpna 1818 – 16. června 1900), kníže ze Joinvillu, ⚭ 1843 Františka Karolína Portugalská (2. srpna 1824 – 27. března 1898)
- Karel (1. ledna 1820 – 25. července 1828), vévoda z Penthièvre
- Jindřich (16. ledna 1822 – 7. května 1897), vévoda z Aumale, ⚭ 1844 Marie Karolína Salernská (26. dubna 1822 – 6. prosince 1869)
- Antonín (1824–1890), vévoda z Montpensier, ⚭ 1846 Luisa Fernanda Španělská (30. ledna 1832 – 2. února 1897)

## Tituly a oslovení
- 6. října 1773 – 18. listopadu 1785: Jeho Jasnost vévoda z Valois
- 18. listopadu 1785 – 22. listopadu 1792: Jeho Jasnost vévoda z Chartres
- 22. listopadu 1792 – 6. listopadu 1793: občan Égalité (Rovnost)
- 6. listopadu 1793 – 21. září 1824: Jeho Jasnost vévoda z Orléansu
- 21. září 1824 – 9. srpna 1830: Jeho Královská Výsost vévoda z Orléansu
- 9. srpna 1830 – 24. února 1848: Jeho Veličenstvo král
- 24. února 1848 – 26. srpna 1850: Hrabě z Neuilly.[1]

## Vývod z předků
|              |                                    |  |             |                                 |  |  |  |  |  |  |  | Filip II. Orleánský |
|              |                                    |  |             |                                 |  |  |  |  |  |  |  |                     |
|              | Ludvík I. Orleánský                |  |             |                                 |  |  |  |  |  |  |  |                     |
|              |                                    |  |             |                                 |  |  |  |  |  |  |  |                     |
|              |                                    |  |             | Františka Marie Bourbonská      |  |  |  |  |  |  |  |                     |
|              |                                    |  |             |                                 |  |  |  |  |  |  |  |                     |
|              | Ludvík Filip I. Orleánský          |  |             |                                 |  |  |  |  |  |  |  |                     |
|              |                                    |  |             |                                 |  |  |  |  |  |  |  |                     |
|              |                                    |  |             | Ludvík Vilém I. Bádenský        |  |  |  |  |  |  |  |                     |
|              |                                    |  |             |                                 |  |  |  |  |  |  |  |                     |
|              | Augusta Bádenská                   |  |             |                                 |  |  |  |  |  |  |  |                     |
|              |                                    |  |             |                                 |  |  |  |  |  |  |  |                     |
|              |                                    |  |             | Sibyla Sasko-Lauenburská        |  |  |  |  |  |  |  |                     |
|              |                                    |  |             |                                 |  |  |  |  |  |  |  |                     |
|              | Ludvík Filip II. Orleánský         |  |             |                                 |  |  |  |  |  |  |  |                     |
|              |                                    |  |             |                                 |  |  |  |  |  |  |  |                     |
|              |                                    |  |             | František Ludvík Bourbon-Conti  |  |  |  |  |  |  |  |                     |
|              |                                    |  |             |                                 |  |  |  |  |  |  |  |                     |
|              | Ludvík Armand Bourbonský           |  |             |                                 |  |  |  |  |  |  |  |                     |
|              |                                    |  |             |                                 |  |  |  |  |  |  |  |                     |
|              |                                    |  |             | Marie Tereza Bourbonská         |  |  |  |  |  |  |  |                     |
|              |                                    |  |             |                                 |  |  |  |  |  |  |  |                     |
|              | Luisa Henrietta Bourbonská         |  |             |                                 |  |  |  |  |  |  |  |                     |
|              |                                    |  |             |                                 |  |  |  |  |  |  |  |                     |
|              |                                    |  |             | Ludvík III. Bourbon-Condé       |  |  |  |  |  |  |  |                     |
|              |                                    |  |             |                                 |  |  |  |  |  |  |  |                     |
|              | Luisa Alžběta Bourbonská           |  |             |                                 |  |  |  |  |  |  |  |                     |
|              |                                    |  |             |                                 |  |  |  |  |  |  |  |                     |
|              |                                    |  |             | Luisa Františka Bourbonská      |  |  |  |  |  |  |  |                     |
|              |                                    |  |             |                                 |  |  |  |  |  |  |  |                     |
| Ludvík Filip |                                    |  |             |                                 |  |  |  |  |  |  |  |                     |
|              |                                    |  |             |                                 |  |  |  |  |  |  |  |                     |
|              |                                    |  | Ludvík XIV. |                                 |  |  |  |  |  |  |  |                     |
|              |                                    |  |             |                                 |  |  |  |  |  |  |  |                     |
|              | Ludvík Alexander, hrabě z Toulouse |  |             |                                 |  |  |  |  |  |  |  |                     |
|              |                                    |  |             |                                 |  |  |  |  |  |  |  |                     |
|              |                                    |  |             | Madame de Montespan             |  |  |  |  |  |  |  |                     |
|              |                                    |  |             |                                 |  |  |  |  |  |  |  |                     |
|              | Ludvík Jan Maria Bourbonský        |  |             |                                 |  |  |  |  |  |  |  |                     |
|              |                                    |  |             |                                 |  |  |  |  |  |  |  |                     |
|              |                                    |  |             | Anne Jules de Noailles          |  |  |  |  |  |  |  |                     |
|              |                                    |  |             |                                 |  |  |  |  |  |  |  |                     |
|              | Marie Viktorie de Noailles         |  |             |                                 |  |  |  |  |  |  |  |                     |
|              |                                    |  |             |                                 |  |  |  |  |  |  |  |                     |
|              |                                    |  |             | Marie Františka de Bournonville |  |  |  |  |  |  |  |                     |
|              |                                    |  |             |                                 |  |  |  |  |  |  |  |                     |
|              | Luisa Marie Adelaida Bourbonská    |  |             |                                 |  |  |  |  |  |  |  |                     |
|              |                                    |  |             |                                 |  |  |  |  |  |  |  |                     |
|              |                                    |  |             | Rinaldo d'Este                  |  |  |  |  |  |  |  |                     |
|              |                                    |  |             |                                 |  |  |  |  |  |  |  |                     |
|              | František III. d´Este              |  |             |                                 |  |  |  |  |  |  |  |                     |
|              |                                    |  |             |                                 |  |  |  |  |  |  |  |                     |
|              |                                    |  |             | Šarlota Brunšvicko-Lüneburská   |  |  |  |  |  |  |  |                     |
|              |                                    |  |             |                                 |  |  |  |  |  |  |  |                     |
|              | Marie Tereza Felicitas d'Este      |  |             |                                 |  |  |  |  |  |  |  |                     |
|              |                                    |  |             |                                 |  |  |  |  |  |  |  |                     |
|              |                                    |  |             | Filip II. Orleánský             |  |  |  |  |  |  |  |                     |
|              |                                    |  |             |                                 |  |  |  |  |  |  |  |                     |
|              | Šarlota Aglaé Orleánská            |  |             |                                 |  |  |  |  |  |  |  |                     |
|              |                                    |  |             |                                 |  |  |  |  |  |  |  |                     |
|              |                                    |  |             | Františka Marie Bourbonská      |  |  |  |  |  |  |  |                     |
|              |                                    |  |             |                                 |  |  |  |  |  |  |  |                     |